# Římskokatolická farnost Doubravice nad Svitavou
Římskokatolická farnost Doubravice nad Svitavou je územní společenství římských katolíků v městysu Doubravice nad Svitavou s farním kostelem sv. Jana Křtitele. Farnost je součástí blanenského děkanství v rámci brněnské diecéze.

## Území farnosti
- Doubravice nad Svitavou – farní kostel sv. Jana Křtitele
- Holešín – kaple Nanebevzetí Panny Marie
- Jabloňany – kaple sv. Cyrila a Metoděje
- Kuničky – kaple sv. Cyrila a Metoděje
- Obora
- Újezd u Boskovic

## Historie farnosti
Kostel sv. Jana Křtitele stojí při jižní straně obce. Na stejném místě stával prastarý kostel, který byl roku 1717 zbořen a znovu vystavěn. Dne 9. září 1760 vyhořel i s věží, poté byl znovu opraven, následně také v letech 1841 a 1874 byl důkladně opraven. První písemná zmínka o faře pochází z roku 1358,jako první známý farář se připomíná Mikuláš roku 1387, roku 1395 Petr. V polovině 16. století přešla fara do rukou nekatolíků, katolický farář zde začal působit opět roku 1636.

## Duchovní správci
Od roku 1865 až do své smrti v roce 1892 zde jako farář působil Jan Nepomuk Soukop. Duchovním správcem farnosti je nyní kněz z farnosti Rájec-Jestřebí. Administrátorem excurrendo byl od 1. září 2011 R. D. ThLic. David Ambrož. Toho od 1. srpna 2016 ve funkci nahradil R. D. Mgr. Jan Piler.

## Bohoslužby
| Kostel                      | Místo                   | Bohoslužba (den)     | Hodina                         | Poznámka     |
| --------------------------- | ----------------------- | -------------------- | ------------------------------ | ------------ |
| svatého Jana Křtitele       | Doubravice nad Svitavou | neděle čtvrtek       | 9.45 17.00 (zima)/18.00 (léto) | Farní kostel |
| Kaple sv. Cyrila a Metoděje | Jabloňany               | neděle (1. v měsíci) | 11.00                          | kaple        |

## Aktivity ve farnosti
Den vzájemných modliteb farností za bohoslovce a bohoslovců za farnosti brněnské diecéze a Adorační den připadá na pátek po 7. září.
Ve farnosti se pravidelně koná tříkrálová sbírka. V roce 2014 se při ní vybralo 35 619 korun, o rok později pak 57 305 korun (V Doubravici 19 038 korun, v Holešíně 7 584 korun v Jabloňanech 7 878 korun, v Kuničkách 7 723 korun, v Oboře 11 828 korun a v Újezdě 3 254 korun. V roce 2018 se jen v Doubravici vybralo 25 593 korun.
V obci Jabloňany, která spadá do doubravické farnosti, 7. července 2013 požehnal brněnský biskup Vojtěch Cikrle nový zvon pro místní kapli. 